# Шаровка (Брянская область)
Шаровка — деревня в Дубровском районе Брянской области, в составе Пеклинского сельского поселения. Расположена в 2,5 км к северо-востоку от деревни Мареевка. Население — 3 человека (2010).
Возникла в 1920-е годы (первоначально — посёлок); в 1954—2005 гг. входила в Мареевский сельсовет.
| Годы      | 1926 | 1979 | 1989 | 2002 | 2010 |
| --------- | ---- | ---- | ---- | ---- | ---- |
| Население | 119  | 65   | 33   | 13   | 3    |